# 毛叶插田泡
毛叶插田泡（学名：Rubus coreanus var. tomentosus）为蔷薇科悬钩子属下的一个变种。

## 扩展阅读
- 維基物種上的相關：毛叶插田泡